# پینسدیل (میشیگان)
پینسدیل (به انگلیسی: Painesdale) یک منطقهٔ مسکونی در ایالات متحده آمریکا است که در شهرستان هوتون واقع شده‌است. پینسدیل ۳۹۵٫۹۴ متر بالاتر از سطح دریا واقع شده‌است.